# カラ・スゥ平原の戦い
カラ・スゥ平原の戦い（カラ・スゥへいげんのたたかい）は、1270年にフレグ・ウルスの第2代君主アバカと、ムバーラク・シャーからチャガタイ家当主の座を奪ったバラクとの間で行われた戦い。この戦いでアバカは大勝し、フレグ・ウルスの基盤を強固なものとした。

## 背景
バラクはタラス会盟においてジョチ家の当主モンケ・テムルとオゴデイ家のカイドゥとともに、当時混乱状態にあった中央アジアを分割したものの、現状に満足せず、カイドゥに勧められるままに西方への遠征を決意した。この時、チャガタイ家譜代の家臣であるイェスルは「最良の策は和平である。アバカ・カン(当時のフレグ・ウルス当主)は偉大な統治者である。彼と和平を結ぶのは我々にとって名誉なことである」と述べてバラクのフレグ・ウルス侵攻を諫めたが、バラクは聞き入れずフレグ・ウルス侵攻を強行したという。また、バラクは遠征に先立ってイェスルを更迭し、同じジャライル部族出身でジョチ・ダルマラ家のジャライルタイを遠征軍の主将に抜擢している。
もともとジョチ・ウルスなどとは違い、フレグ・ウルスは第4代カアンモンケの死去とそれに伴う帝国内の混乱（帝位継承戦争）に紛れて成立したもので、正当性は薄く、イランの地の富への羨望も重なって、中央アジアのチャガタイ家、オゴデイ家の諸勢力は続々とバラクに合流し、バラクの軍はたちまち大勢力となった。
一方、フレグ・ウルスはまだ成立したばかりの上、マムルーク朝とジョチ・ウルスとの対立を抱えており、動員できる兵力はバラク軍に比べ圧倒的に少なかった。しかし、アバカはバラク軍を撃退することを決め、1270年4月アゼルバイジャンを出発し、途中軍勢を整えながらホラーサーン方面へと進軍を開始した。
途中、アバカは一度捕らえた間諜をわざと離すことで、バラク軍に対し罠を張った。急いでバラクの下に戻った間諜は、アバカ軍が進軍はしてきたもののバラク軍を恐れて退却を始めたと報告した。これを裏付けるかのように、アバカがわざと放棄した天幕や食料が発見されたことで、元々あまりの大軍に浮かれていたバラク軍の首脳部は、アバカ軍の解体をあっさりと信じた。会戦を覚悟していた将兵の緊張は緩み、酒宴が行われるなどすっかり油断した状態で進軍が続けられた。一方、アバカはカラ・スゥ（テュルク語で「黒い水」の意）という川の流れる平原を戦場に決め、バラク軍を待ちかまえた。突如出現したアバカ軍にバラクはさすがに動揺したが、かろうじて隊列を整えて戦いに挑み、モンゴル帝国史上屈指の規模の会戦が始まった。

## 経過
戦闘が始まると、まずバラク軍の将軍マルガーウルが戦死した。将軍ジャライルタイは将兵の士気の低下を防ぐため、バラクの許しを得てアバカ軍の弱点である、イラン兵を含む混成部隊である左翼に突撃してこれを潰走させ、そのまま追撃した。しかしアバカ軍の中軍・右翼はバラク軍の攻撃にかろうじて持ちこたえ、アバカは弟のヨシュムトに命じて左翼を補強させ、追撃に全力を注いでおり、隊列の乱れつつあったジャライルタイ軍を撃退した。
戦況は依然としてバラク軍が優勢ではあったものの、ついにアバカは全軍に総攻撃を命じた。この時90歳を越える老将ノヤン・スニタイが戦場のさなかで床几に腰を下ろし、アバカへの報恩を説いた上で「勝利か、然らずんば死あるのみ」と将兵を叱咤激励したことでアバカ軍の士気は大いに高まり、3度目の突撃でバラク軍は潰走を始めた。
烏合の衆となったバラク軍をアバカは追撃し、その多くを討ち取ったが、ジャライルタイ軍が必死で退路を確保したこともあり、バラクはなんとか単身ブハラに辿り着いた。しかし、残った部下の多くは彼を見限ってカイドゥに服属し、バラク自身も再び対立関係に戻ったカイドゥとの会談の前夜に急死した（カイドゥに毒殺されたとする説が有力である）。こうして中央アジア方面は再び混乱状態に戻ったものの、逆にフレグ・ウルスはその勝利によって基盤を強固なものとした。